# Карабудахкент
Карабудахке́нт (кум. Къарабудагъгент) — село в Дагестане, административный центр Карабудахкентского района.
Образует муниципальное образование село Карабудахкент со статусом сельского поселения как единственный населённый пункт в его составе. Крупнейший по численности населения сельский населённый пункт в Дагестане. До второй половины XIX вв. — столица Карабудахкентского княжества, входившего в состав Тарковского шамхальства.

## Этимология
Название поселения Карабудахкент происходит от мусульманского личного имени Карабудах с добавлением, широко применяемым в тюркских языках окончания кент со значением «селение».

## География
Село расположено в 30 км к югу от Махачкалы (41 км по дороге). Ближайшая железнодорожная станция расположена в посёлке Манаскент в 8 км восточнее села. Карабудахкент расположен на стыке 3-х городов. Карабудахкент граничит со столицей Дагестана г. Махачкала, Каспийском и Избербашем.
Село Карабудахкент расположено в центре кумыкских земель в живописной долине, окружённой со всех сторон горами, 12 км к западу от Каспийского моря.
Вокруг горы и села до 60-х гг. прошлого века располагались великолепные сады, в которых, благодаря упорному труду жителей села были выведены прекрасные местные сорта груш, яблок, слив, абрикосов, винограда и др. фруктов.
О качестве фруктов карабудахкентских садов говорит и тот факт, что начиная с 18 века отсюда поставлялись фрукты для двора Его Императорского Величества в Петербург.
Здесь также закупались фруктовые деревья для царских садов.
В садах вокруг села имелись многочисленные небольшие родники, с прекрасной пресной водой, рядом с селом располагается и самое главное богатство карабудахкентцев, их родник — «Бекенез». Это самый крупный родник в Дагестане.
Климат района умеренно-континентальный, зима мягкая, самые низкие температуры бывают в пределах −10°С, лето жаркое, температура около 25-30°С.
Растительный и животный мир села характерен для низменностей и предгорий Дагестана.
В лесах встречаются практически все виды многолетних деревьев и растений: бук, дуб, клён, граб, ясень, липа, ель, сосна, орех, вязь, ива, тополь, алыча и др. Много кустарниковых видов растений
Также разнообразен животный мир вокруг села: в лесах и полях водятся медведи, рыси, кабаны, волки, барсуки, куницы, шакалы, белки, зайцы, и др. животные. Разнообразен и мир птиц: орлы, ястребы, куропатки, вороны, воробьи, фазаны, голуби, перепела, дятлы, совы, соловьи и др. Из пресмыкающихся и грызунов особенно распространены гадюки, ужи, ящерицы, мыши, суслики, летучие мыши.

## История
Первые поселенцы в Карабудахкенте, как свидетельствуют археологические памятники, появились 40 000 лет тому назад. В 1604 году русские воеводы разорили «Коробутацкие кабаки».
Карабудахкент входил в состав раннефеодального кумыкского государства Джидан в V—VIII веках. После его распада остатки савир (предков кумыков) образовали княжество Хамзин (Сувар) на территории Карабудахкентского района.
Карабудахкент находился на южной границе области кумуков, упоминаемой тимуридскими летописцами.
В районе села расположены Карабудахкентские могильники, исследованные К. Ф. Смирновым в 1950-х годах.

### Тарковское шамхальство
По сведениям средневековых авторов, Тарковское шамхальство в XVII веке состояло из семи ханств-княжеств. В конце XVI века образуется самостоятельное Эндирейское княжество, основателем которого был выдающийся политический деятель и полководец Дагестана Султан-Махмуд. Чуть позже, в конце XVI — в начале XVII веков от Тарковского шамхальства отделяются и другие феодальные владения, в том числе и Карабудахкентское княжество (бийликство), которое вплоть до конца 30-х годов XVIII века было полностью самостоятельным владением.
В первой половине XVIII века к власти в Карабудахкенте приходит бий-ставленник тарковского шамхала, и с тех пор уже карабудахкентские князья (бии) находились в вассальной зависимости от тарковских шамхалов, но во внутренних вопросах они были самостоятельными, а в отдельные периоды и во внешних отношениях они выступают как самостоятельные владетели.
В 1725 году шамхал Адиль-Герей II, подстрекаемый другими горскими владетелями и турками, собрав 30-тысячное войско, напал на русскую крепость Святого Креста на Сулаке, но это нападение было отбито. В этом нападении наряду с другими участвовало и карабудахкентское ополчение.

## Население
| 1869    | 1888    | 1895    | 1926    | 1939    | 1959    | 1970    | 1979    | 1989    |
| ------- | ------- | ------- | ------- | ------- | ------- | ------- | ------- | ------- |
| 3458    | ↗3915   | ↘3709   | ↘3220   | ↗3895   | ↗4281   | ↗6046   | ↗7360   | ↗8933   |
| 2002    | 2010    | 2012    | 2013    | 2014    | 2015    | 2016    | 2017    | 2018    |
| ↗12 336 | ↗15 356 | ↗15 686 | ↗15 979 | ↗16 249 | ↗16 582 | ↗16 861 | ↗17 144 | ↗17 490 |
| 2019    | 2020    | 2021    | 2023    | 2024    | 2025    |         |         |         |
| ↗17 935 | ↗18 258 | ↗20 710 | ↗21 084 | ↗21 387 | ↗21 776 |         |         |         |

### Этнический состав
По данным Всероссийской переписи населения 2002 года:
| Национальность | Численность | % от населения села |
| -------------- | ----------- | ------------------- |
| кумыки         | 11 163      | 90,5 %              |
| даргинцы       | 955         | 7,7 %               |
| лакцы          | 102         | 0,8 %               |
| аварцы         | 42          | 0,3 %               |
| русские        | 19          | 0,2 %               |
| азербайджанцы  | 12          | 0,1 %               |

По данным Всероссийской переписи населения 2021 года
| Национальность | Численность | % от населения села |
| -------------- | ----------- | ------------------- |
| кумыки         | 20 139      | 97,24 %             |
| не указавшие   | 65          | 0,313 %             |
| прочие         | 481         | 2,32 %              |
| всего          | 20 710      | 100 %               |